# HD 184499
HD 184499 (HIP 96185 / SAO 68491 / LHS 3469) és un estel a la constel·lació del Cigne situat visualment 78 minuts d'arc al sud de 8 Cygni. De magnitud aparent +6,61, no té denominació de Bayer ni nombre de Flamsteed, i és coneguda pels seus diversos nombres de catàleg.
HD 184499 s'hi troba a 104 anys llum del sistema solar. Encara que figura catalogada en la base de dades SIMBAD com de tipus espectral G0V, el seu radi de 1,416 ± 0,04 radis solars indica que és un estel més evolucionat que el Sol. Efectivament és un estel molt antic l'edat del qual està en el rang de 10.100-12.300 milions d'anys.
HD 184499 té una temperatura efectiva de 5.798 K i una massa de 0,87 masses solars. Presenta un contingut relatiu de ferro molt baix, entorn d'una quarta part del valor solar. Les abundàncies relatives de níquel, sodi i calci són una mica superiors a la de ferro, però en qualsevol cas clarament inferiors a les solars. A diferència del Sol, és un estel del disc gruixut i fins i tot un altre estudi la considera un estel de l'halo travessant el nostre entorn galàctic.